# Engelbert L'Hoëst

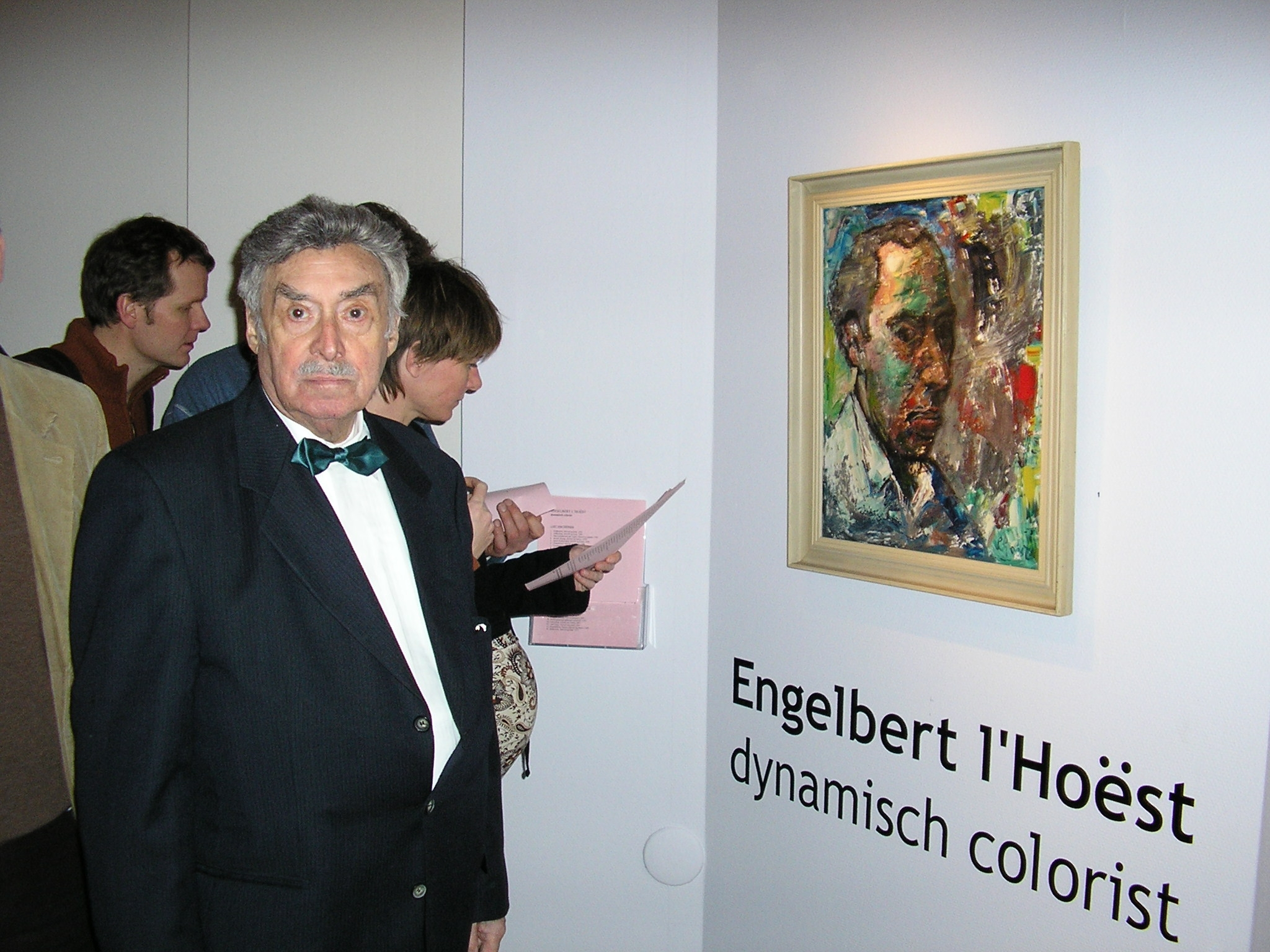
Engelbert L'Hoëst

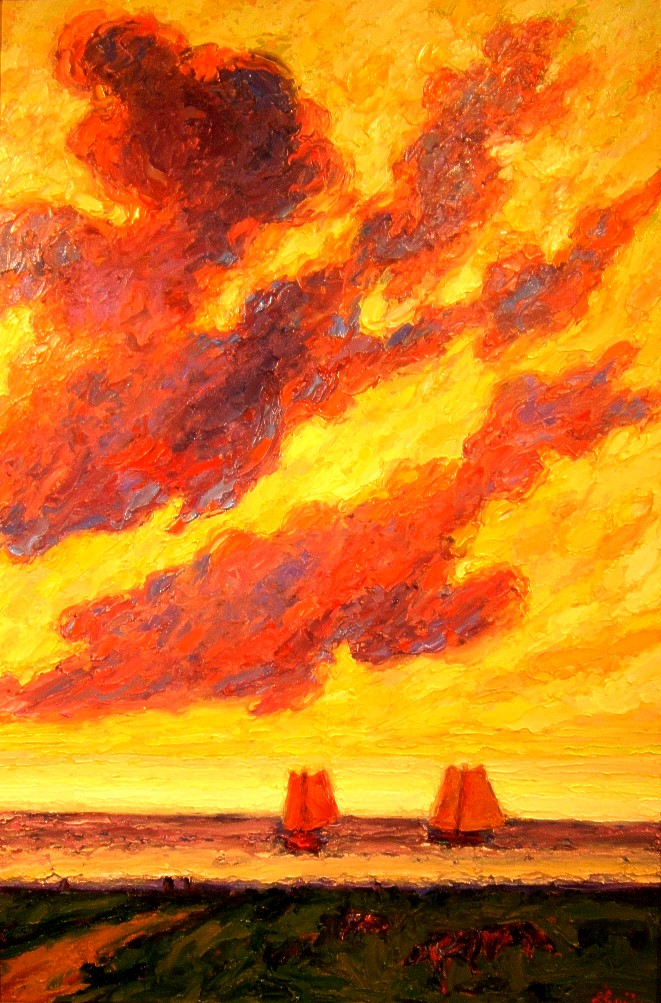
Werk van L'Hoëst

Engelbert L'Hoëst (Amersfoort, 15 september 1919 - Soesterberg, 9 december 2008) was een Nederlands kunstschilder.

## Leven en werk
L'Hoëst is als wees opgegroeid: zijn vader en moeder heeft hij nooit gekend. Op school was Engelbert goed in tekenen en in zijn vrije tijd ontwikkelde hij zich daar steeds meer in. Als vijftienjarige kwam hij terecht bij zijn leermeester A.C. Sleeswijk in Soest. Daar leerde hij zijn eigen stijl te ontwikkelen. L'Hoëst werd lid van het Amersfoorts Kunstenaars Genootschap De Ploegh, waar hij enkele tentoonstellingen had en hij ging samenwerken met Remko Watjes en Douwe van der Zweep van De Progressieven (een club die niet lang heeft bestaan). Hij exposeerde later op jonge leeftijd in de salons van Parijs. Na de Tweede Wereldoorlog, die Sleeswijk niet overleefde, werd diens atelier nagelaten aan L'Hoëst. Met een ruim uitzicht over de akkers van de Soester Eng maakte hij impressies van de avondluchten, stillevens, landschappen met vurige wolkenluchten en portretten. In 1959 is zijn huis met atelier en bijna geheel zijn jeugdwerk door brand verloren gegaan.
L'Hoëst kocht in Soesterberg een nieuw huis met atelier, maar vertrok al gauw naar Frankrijk, Portugal en Duitsland om daar te schilderen. Hij ontwikkelde verder zijn eigen stijl in olieverf, acryl, tempera en waterverf. Ook door werk van kunstenaars van de Cobra-stijl was hij beïnvloed. L'Hoëst waardeerde schilders als Vincent van Gogh, Auguste Renoir, Karel Appel en Claude Monet. Doordat hij regelmatig in het buitenland was, bleef hij in die tijd in Nederland minder bekend. Veel van zijn vroegere werken kwamen bij verzamelaars over de hele wereld terecht, vooral in Duitsland, maar ook in Amerika en China. Pas toen er in Nederland diverse tentoonstellingen werden gehouden, onder andere een overzichtstentoonstelling in het Singer Museum te Laren, begon men ook daar de kunst van L'Hoëst te ontdekken.
Hij overleed op 89-jarige leeftijd in zijn woonplaats.
Andere bekende kunstschilders uit Amersfoort waren Toon Tieland en Joop Traarbach. L'Hoëst heeft in de loop der jaren diverse exposities gehouden in binnen- en buitenland, onder andere ook in Galerie Needien te Neede en Museum Flehite te Amersfoort.

## Uitspraken van Engelbert L'Hoëst
- "Ik heb geen stijl, want elk moment van het leven is weer anders."
- "Als iets kunst is, is het niet voor iedereen, en als iets voor iedereen is, is het geen kunst."

- Gemeinsame Normdatei: 1112211152
- International Standard Name Identifier: 0000 0001 3917 3505
- Library of Congress Control Number: no2011158439
- Nederlandse Thesaurus van Auteursnamen: 333446739
- RKD-Nederlands Instituut voor Kunstgeschiedenis: 92165
- Système universitaire de documentation: 165102551
- Virtual International Authority File: 187574995
- WorldCat: E39PBJyRBKWFF8v7DTWxhpfwmd